# الإحكام في أصول الأحكام (ابن حزم)
الإحكام في أصول الأحكام كتاب في أصول الفقه من تأليف ابن حزم يقع في قسمين كبيرين مصنفين في ثمانية أجزاء، وهما يبحثان في الألفاظ وما يتعلق بها، والأدلة الشرعية والكلام في الأخبار وأحكامها في فصل مطول، وعرض للأوامر والنواهي الواردة في القرآن والسنة والعموم والخصوص، والجمع والاستثناء والكناية بالضمير والإشارة والإعجاز والتشبيه، والنسخ والمتشابه، والإجماع والقياس، ويعتبر من أهم مراجع كتب أهل السنة والجماعة في أصول الفقه لما فيه من الأخذ بالدليل, والإقناع بالحجة والبرهان، إلا أنه خالف كتابَه والذي ينفي القياس جملةً وتفصيلًا، فكان يعمل بالقياس من حيث لايدري وكان ذلك جلياً في كتابه المحلى، وبالجملة فإن كتاب الأحكام في أصول الأحكام من أهم وأثبت كتب أصول الفقة الإسلامي، فهو غني بأدلة الكتاب والسنة، بل إنه كتاب حاول فيه ابن حزم إلزام متطرّفي المذهبية بالرجوع للكتاب والسنة والسلف الصالح.
له عدة طبعات منها التي حققها المحدث أحمد محمد شاكر وطبعتها دار الآفاق الجديدة بتقديم الدكتور إحسان عباس. ثم طبع أخيراً طبعة جيدة على نسخ خطية بتحقيق الشيخ سامي العربي في 5 مجلدات عن دار ابن عباس بالقاهرة.

## تشابه في الاسم
هناك كتاب آخر بنفس العنوان للإمام العلامة علي بن محمد الآمدي (الإحكام في أصول الأحكام)، وهو يتفق مع إبن حزم في مناقشته لموضوع الإجماع في الفصل الأخير من كتابه الذي يشتمل على أربعة قواعد:
- تحقيق مفهوم أصول الفقه ومبادئه.
- تحقيق الدليل السمعي وأقسامه وما يتعلق به من لوازمه وأحكامه.
- أحكام المجتهدين وأحوال المفتين والمستفتين.
- ترجيحات طرق المطلوبات.

## وصلات خارجية
- للبحث في نص كتاب ( الإحكام لابن حزم ).
- كتاب الإحكام لابن حزم